# Mohammed ben Laden
Pour les articles homonymes, voir Famille ben Laden.
Mohammed Ben Laden (Mohamed Ben Awad Ben Laden) est un chef d'entreprise et homme d'affaires du bâtiment né en 1908 au Yémen et mort en 1967 en Arabie saoudite dans un accident d'avion,,.
Il a créé la compagnie Saudi Bin Ladin Group. Il a notamment participé à la restauration de la mosquée al-Aqsa à Jérusalem, ainsi qu'au plan de dérivation des sources du Jourdain.
Mohammed Ben Laden est le père du terroriste Oussama Ben Laden. Il avait en tout 22 femmes et 56 enfants (Oussama Ben Laden étant le dix-septième,).